# Slobodan Pajic
Slobodan Pajic, né en Yougoslavie le 16 août 1943, est un artiste français. 
Il commence très tôt à travailler avec des nouvelles technologies pour créer des formes graphiques et abstraites. Il emploie des techniques de hasard à la limite des technologies et traduite des formes ainsi créées en vidéos, photographies, films, objets et installations.

## Biographie
Né le 16 août 1943, Slobodan Pajic arrive à Paris en 1966 pour étudier l'histoire de l'art à la Sorbonne, mais est bientôt encouragé à se réorienter vers sa propre peinture. Il vit et travaille à Paris et devient citoyen français[réf. nécessaire].
Au début des années 1970, sa peinture abstrait et géométrique lui apporte le succès.
Dès que la vidéo demi-pouce devient disponible, Pajic commence une série de courtes vidéos uniques : en exploitant l'incapacité de la vidéo à capter un moment précis par le fait qu'il scannait la scène en lignes, il introduit des changements abrupts en cassant des surfaces réfléchissantes devant la caméra.
Le nouveau Centre Pompidou à Paris assure dans ses studios vidéos la post-production d'une compilation de ses courts films, Sans titre : Destruction du son et de l'image, et le présente dans de nombreuses expositions. À la suite du succès de ce film auprès des critiques, le Musée national d'Art moderne lui commande la première vidéo produite dans leurs nouveaux studios professionnels. Sans titre 77 : Passage de l'espace fermé à l'espace ouvert est un film abstrait en couleurs saturées qui continue à occuper une position unique dans l'histoire de l'art vidéo[réf. nécessaire].
En 1980 Pajic s'installe dans un nouveau studio à Paris où il commence une série d'installation employant les écrans vidéo et les projections.
En 1996, le Musée national d'art moderne lui commande une installation de la série, Mémoires, pour la commémoration de son cinquantième anniversaire. Le résultat, une grande installation multi-écrans, est inauguré dans l'exposition anniversaire Made In France. 
Au début des années 80, Pajic commence une longue série d'œuvres picturales basées sur les formes abstraites créées par l'incapacité de la lumière laser à passer à travers certaines distorsions de matière. Puis il construit un dispositif de haute fréquence et réalise une série d'électrophotogrammes, d'après des recherches de Nikola Tesla, dans lesquelles l'image est composée de minuscules points de lumière émise par la matière même de l'objet vivant. Son utilisation des nouvelles technologies révèle l'image dans toute sa brillance et complexité.
Malgré la très haute technicité de sa démarche, son approche et sa méthode sont directes et intuitives. L'art vidéo est pour lui, comme la poésie, une création spontanée donnant libre cours à l'imagination pour redéfinir la manière de créer une œuvre plastique. Utiliser une bande vidéo, comme il utilise une toile, lui permet de travailler en direct, de recommencer, d'effacer, de visionner une action en cours[Interprétation personnelle ?].